# Une charge de cavalerie
Une charge de cavalerie est une comédie-vaudeville en un acte d'Eugène Labiche, d'Eugène Moreau et Alfred Delacour représentée pour la première fois à Paris au Théâtre du Palais-Royal le 31 décembre 1852.

Éditions Michel Lévy frères.

## Distribution
| Acteurs et actrices ayant créé les rôles |                   |
| Personnage                               | Acteur ou actrice |
| Belrose                                  | Achard            |
| Jean-Pierre                              | Lacourière        |
| Simonne                                  | Mlle Kleine       |
| Louisette                                | Mlle Durand       |